# Challenger de Busan 2023
El torneo Busan Open 2023 fue un torneo de tenis perteneció al ATP Challenger Tour 2023 en la categoría Challenger 125. Se trató de la 20.ª edición; el torneo tuvo lugar en la ciudad de Busan (Corea del Sur), desde el 8 hasta el 14 de mayo de 2023 sobre pista dura al aire libre.

## Jugadores participantes del cuadro de individuales
| Favorito | País                      | Jugador             | Rank1 | Posición en el torneo |
| -------- | ------------------------- | ------------------- | ----- | --------------------- |
| 1        | Bandera de Australia      | Max Purcell         | 89    | FINAL                 |
| 2        | Bandera de Estados Unidos | Christopher Eubanks | 90    | Cuartos de final      |
| 3        | Bandera de Australia      | Jordan Thompson     | 91    | Cuartos de final      |
| 4        | Bandera de Ecuador        | Emilio Gómez        | 115   | Primera ronda         |
| 5        | Bandera de Australia      | Rinky Hijikata      | 141   | Segunda ronda         |
| 6        | Bandera de Australia      | Aleksandar Vukic    | 142   | CAMPEÓN               |
| 7        | Bandera de Japón          | Kaichi Uchida       | 150   | Primera ronda         |
| 8        | Bandera de Canadá         | Gabriel Diallo      | 169   | Semifinales           |

- 1 Se ha tomado en cuenta el ranking del 24 de abril de 2023.

### Otros participantes
Los siguientes jugadores recibieron una invitación (wild card), por lo tanto ingresan directamente al cuadro principal (WC):
- Chung Hyeon
- Chung Yun-seong
- Nam Ji-sung

Los siguientes jugadores ingresan al cuadro principal tras disputar el cuadro clasificatorio (Q):
- Jason Jung
- Yuki Mochizuki
- Hiroki Moriya
- Luke Saville
- Renta Tokuda
- Yasutaka Uchiyama

## Campeones

### Individual Masculino
- Aleksandar Vukic derrotó en la final a  Max Purcell, 6–4, 1–0 ret.

### Dobles Masculino
- Evan King /  Reese Stalder derrotaron en la final a  Max Purcell /  Rubin Statham, Walkover